# MTV Two
MTV Two – nieistniejący kanał MTV. Wcześniej znany jako MTV2 Europe i M2. Był to 24-godzinny brytyjski kanał nadający muzykę alternatywną. Dostępny był w języku angielskim w polskich sieciach kablowych i na platformach satelitarnych. Należał do grupy MTV Networks Europe.
1 marca 2010 roku kanał został zastąpiony nową stacją MTV Rocks.